# Nubbins Sawyer
Nubbins Sawyer (conosciuto come l'Autostoppista nel primo film) è un personaggio immaginario creato da Tobe Hooper protagonista della serie cinematografica horror Non aprite quella porta. Appare solo nel primo e nell'ottavo film. Viene rappresentato come un uomo schizofrenico ed è il fratello del serial killer Leatherface.Nel secondo capitolo appare sotto forma di cadavere mummificato, utilizzato come marionetta dai fratelli Leatherface e Chop Top

## Biografia
Nubbins Sawyer è nato in Texas nel 1945 dall'amore malato di Drayton Sawyer e Velma Sawyer, figlio e madre. Cresciuto in una famiglia lavoratrice in un mattatoio, alla fine degli anni '60 viene licenziato a causa dell'introduzione delle nuove tecnologie. Nubbins, quando non è insieme al fratello Faccia di Cuoio e al padre/fratello Drayton ad uccidere le persone, è un profanatore di tombe e un necrofilo.
Nell'estate del 1973, dopo aver profanato alcune tombe, ottiene un passaggio fino a casa con l'autostop da un gruppo di cinque ragazzi a bordo di un furgone Ford. Una volta a bordo, Nubbins comincia a dare i suoi segni di squilibrio, e racconta ai ragazzi che un tempo lui, suo fratello e suo nonno lavoravano in un mattatoio del paese, ma vennero licenziati a causa del progresso. Durante il tragitto, però, Nubbins rivela ai ragazzi la sua vera natura schizofrenica: infatti si ferisce la mano con il coltello di Franklin Hardesty e poi ferisce al polso quest'ultimo con un rasoio; quindi i ragazzi, spaventati, lo buttano fuori dal furgone. Più avanti i ragazzi si ritrovano davanti Faccia di Cuoio, un mostro dalla faccia di pelle umana. Quella sera Nubbins raggiunge finalmente casa sua, dove il padre Drayton aveva catturato Sally Hardesty, una delle ragazze sopravvissute del gruppo. La famiglia, poi, decide di uccidere la ragazza, ma quest'ultima riesce a fuggire buttandosi dalla finestra della casa durante la cena. Nubbins e Leatherface, però, rincorrono la ragazza, poi l'uomo comincia a ferirla gravemente in corsa con un rasoio alla schiena, ma un camion lo investe involontariamente, uccidendolo. La ragazza riesce a sfuggire anche alla follia di Faccia di Cuoio.
Nel film Non aprite quella porta 3D, Nubbins appare nelle immagini d'archivio, che nel tentativo di uccidere Sally Hardesty con un rasoio, dopo averla colpita ripetutamente alla schiena, viene messo sotto da un camion a tutta velocità. Il cadavere è poi riportato da Faccia di Cuoio alla casa colonica e messo sotto una coperta da Jed, il nome del serial killer. Successivamente viene carbonizzato nell'incendio nella rispettiva abitazione insieme al resto della famiglia: è il 19 agosto del 1973.
Nel primo film Nubbins è interpretato dall'attore Edwin Neal, nel 3D lo si vede morto coperto di sangue sotto un telo (in quanto appena investito da un camion), mentre nell'ottavo della saga è interpretato da Dejan Angelov.

## Aspetto e caratteristiche
Nel film, Nubbins Sawyer viene rappresentato come un uomo sulla trentina con una grande voglia situata sulla guancia destra. Inoltre il personaggio ha uno strano difetto di pronuncia ed ha un carattere schizofrenico e autolesionista, in quanto nel film lo si può vedere mentre si ferisce la mano con un coltello.

## Nei fumetti
Nella miniserie a fumetti Jason vs Leatherface, Nubbins insedia Jason Voorhees nella famiglia Sawyer come membro non ufficiale. Alla fine Jason verrà ucciso proprio da Nubbins. Nella miniserie si scopre anche che lui, insieme a Faccia di Cuoio sono nati da un rapporto d'incesto di Drayton.